# جلوتاثيون أس-ترانسفيراز
جلوتاثيون أس-ترانسفيراز (بالإنجليزية: Glutathione S-transferase)‏ هو إنزيم مضاد للأكسدة واسع الطيف. يضم أسرة مكونة من حقيقيات النواة وبدائية النواة في المرحلة الثانية للأيضية.

## تواجده
يتواجد الجلوتاثيون أس-ترانسفيراز في الكبد حيث يتم إنتاج هذا الإنزيم من خلال بروتين الجلوتاثيون من ثلاثة أحماض أمينية هي الجلايسين وحمض الجلوتاميك والسيستين وهو مضاد قوي للأكسدة حيث يثبط تكون الذرات الحرة ويحمي الخلايا من الإصابة بالتلف. ويساعد على حماية الجسم من الآثار المدمرة لتدخين السجائر والتعرض للإشعاع، والعلاج الكيميائي للسرطانات، والسموم وهو مضاد قوي لسموم المعادن الثقيلة والعقاقير ويساعد كثيراً في في علاج أمراض الكبد والدم.

## وظيفته
يقوم جلوتاثيون أس-ترانسفيراز بتطهير الكبد من السموم والبكتيريا التي يتعرض لها، حيث يتم إنتاجه من خلال معادلة بيروكسيد الهيدروجين. وهو يشكل أيضًا مكونا لإنزيم آخر هو الجلوتاثيون - أس - ترانسفيراز وهو إنزيم واسع الطيف مزيل لسموم الكبد. وكذلك يحمي أنسجة الشرايين والدماغ والقلب وخلايا جهاز المناعة والكليتين وعدستي العينين والكبد والرئتين والجلد من التدمير بسبب الأكسدة. وهو ما يلعب دورًا هامًا في الوقاية من السرطان وخاصة سرطان الكبد.

## المركبات الكيميائية
المركبات المستهدفة في هذه الطريقة من قبل جلوتاثيون أس-ترانسفيراز، تشمل مجموعة متنوعة من السموم البيئية أو الخارجية، ومنها المواد العلاجية الكيميائية، والمبيدات الحشرية ومبيدات الأعشاب والمواد المسرطنة، والجدول التالي هو عن مركبات الإنزيم في الإنسان:
| GST الكلاس | في الإنسان GST فئة الأعضاء (22)                  |
| ---------- | ------------------------------------------------ |
| ألفا       | GSTA1 ، GSTA2 ، GSTA3 ، GSTA4 ، GSTA5            |
| دلتا       |                                                  |
| غابا       | GSTK                                             |
| مو         | GSTM1, GSTM1L (RNAi), GSTM2, GSTM3, GSTM4, GSTM5 |
| اوميغا     | GSTO1, GSTO2                                     |
| بي         | GSTP1                                            |
| ثيتا       | GSTT1, GSTT2, GSTT4                              |
| زيتا       | GSTZ1                                            |
| ميكروسومي  | MGST1, MGST2, MGST3                              |

## وصلات إضافية
- Overview of Glutathione-S-Transferases نسخة محفوظة 27 أبريل 2007 على موقع واي باك مشين.
- قاعدة بيانات توجهات البروتينات في الأغشية families/superfamily-199 - MAPEG (Eicosanoid and Glutathione metabolism proteins) family
- Glutathione+S-Transferase في المكتبة الوطنية الأمريكية للطب نظام فهرسة المواضيع الطبية (MeSH).

ر.ت.إ

2.5.1.18

- Preparation of GST Fusion Proteins